# Одлубљивање унутрашњег слоја материцe
Одлубљивање унутрашњег слоја материцe, аблација ендометријума или ресекција ендометријума минимално je инвазивна терапијска метода уклањања танког слоја ткива (ендометријума) који облаже материцу. Ради се да се заустави или смањи обилно менструално крварење, али само на женама које не планирају да имају децу у будућности.
Изводи се  уз помоћ алата који се зове хистероскоп и који омогућава лекару да види голим оком или камером унутрашњост материце,  применом електричне енергије, загрејане течности, високоенергетских радио таласа (радиофреквентна аблација), хладноће (криоаблација), микроталаса (микроталасна аблација),  ласера (ласерска аблација). Тренутно се најчешће користе две методе; ласерска и електрохируршка.  
Пре примене ове методе планирање породице треба да се заврши, да се искључи малигна болест слузокоже материце ( карцином ендометријума ) и њени прекурсори. Ово захтева преглед ткива слузокоже материце помоћу стругања (киретаже) , ако је могуће у комбинацији са ендоскопијом материце .    

## Индикације
Одлубљивање унутрашњег слоја материца је медицински индикована за прекомерна, честа и неправилна менструална крварења која се не могу хормонски лечити и нису узрокована субмукозним фиброидима или полипима слузокоже материце. 
Метода је опција за пацијенте са високим ризиком од операције и анестезије,  ако болесница одбије хистеректомија, или да би се избегла хистеректомија. 
При одрећивању индикације за аблацију (ресекцију) ендометријума  треба узети у обзир следеће факторе:
- Сремност жене да одржи репродуктивну функцију.
- Одбијање хистеректомије (жеља да се спаси материца)
- Величина материце која је не већа од 10-12 недеља трудноће.

## Припреме
Пре доношења одлуке за примену аблације (пресецање) ендометријума, осим општег клиничког испитивања је неопходно искључити друге узроке крварење у материци. Од испитивања треба обавити испитивања тироидне жлезде, хормонски статус, радиографију,   цитологији размаза из слузокоже грлића материце, колпоскопију ултразвук карлице и абдомена (који пружају додатне информације о величини материце, дебљини ендометријума,  присуству и локацији миома, њихове величину и стање јајника.

## Контраиндикације
У контраиндикације за аблацију ендометријума спадају
- Алергија или осетљивост на лекове, јод или латекс

- Трудноћа (јер аблација ендометријума током трудноће може довести до побачаја).

- вагинална или цервикална инфекција,
- запаљенска болест карлице
- рак грлића материце, ендометријума или материце,
- недавна трудноћа
- слабост мишићног зида материце
- интраутерини уложак (ИУД)
- претходне операције материце за фиброиде
- класични или вертикални рез на царском резу,
- абнормална структура или облик материце,
- сужење унутрашњег дела грлића материце, мала дужина или велика величина материце.

## Методе
Постоје различите методе, али основни принцип је исти. Како се слузокожа материце (која је склерозирана) уклања  до мишића, касније ниједна нова слузокожа не може да се створи у материци током месечног циклуса . Као резултат тога, менструално крварење престаје или се поново смањује на нормалан ниво.  Методе се деле на методе 1. и 2. генерације.
| Методе 1. генерације                            | Методе 2. генерације             |
| ----------------------------------------------- | -------------------------------- |
| Слинг ресекција електричном енергијом           | Ресекција балон катетером        |
| Хистероскопска роллербал аблација ендометријума | Криохируршка аблација            |
| Nd:YAG-ласер                                    | Хидротермална аблација           |
| Микроталасна коагулација                        | Биполарна тродимензионална мрежа |

Методе прве генерације се у принципу разликују од оних из друге генерације по томе што се цела слузокожа третира истовремено и хомогено са овом другом, и што се ове методе могу лакше научити и захтевају мање искуства.  

### Методе прве генерације
У процедурама прве генерације, инструменти се убацују током хистероскопије , а слузница материце се уклања електричном замком, аблатира ласером или склерозира струјом или микроталасима.
Аблација ендометријума уклањањем и склеротерапијом (коагулацијом):
У хистероскопској ресекцији, велике површине слузокоже се уклањају у слојевима електричном петљом, укључујући површински слој миометријума до дубине од 4-6 мм. Коришћењем кугле или сличне електроде, ендометријум се термички склерозира сам или додатно. То значи да се овом опремом до делов аслузокоже близу улаза у јајовод такође може безбедно доћи. Међутим, према препорукама Радне групе за гинеколошке ендоскопије Немачког друштва за гинекологију и акушерство , тренутно се сматра да  је стандардно хистероскопско уклањање слузокоже електричном петљом у комбинацији са склеротерапијом помоћу ролера или ваљка. Још једна предност ове методе је да се интраутерина септе, фиброиди и полипи могу  уклонити у истој сесији. 
Nd:YAG-ласер
Доказано је да Nd:YAG-ласерски зрак уништава  ткива до дубине од 4-6 мм.  
Микроталасна коагулација
Код ове методе уметнута сонда и микроталасна енергија се користе за уништавање слузнице материце. Овај поступак траје 3 до 5 минута.
Термална склеротерапија ендометријума помоћу микроталаса углавном се користи у земљама комонвелта, где је и развијена.
Радиофреквентна аблација
Флексибилни уређај са мрежастим врхом  који се ставља у женину материцу емитује радиофреквентну енергију која уклањање ткива материце за 1 до 2 минута.

### Методе друге генерације
У методе друге генерације спадају: 
Метода утериног балона
У овој процедури, балон катетер се убацује у материцу и балон се пуни топлом водом. У зависности од методе, утерална шупљина се загрева 8 до 15 минута, чиме се уништава слузокожа материце.
Хидротермална аблација
Код хидротермалне аблације, физиолошки раствор на 90 °C циркулише кроз шупљину материце, што доводи до склерозације слузокоже. Загрејаном физиолошком раствору  је дозвољено да слободно тече кроз женину материцу око 10 минута, уништавајући ткиво материце. Ова процедура се користи код жена са материчном шупљином неправилног облика.
У овој процедури, лекар посматра унутрашњост материце камером (хистероскопија) и пуни материцу течношћу. Течност се затим полако загрева, а слузокожа материце се спаљује, тако да менструација постаје мање тешка, а у неким случајевима чак и престаје. Течност се затим хлади и уклања посебним цевима како би се спољне области тела заштитиле од опекотина.
Загрејаној физиолошкој течности је дозвољено да слободно тече кроз вашу материцу око 10 минута, уништавајући ткиво материце. Ова процедура се користи код жена са утералним шупљинама неправилног облика.
Криоаблација
Код ове метод склерозација слузокоже материце се  постиже применом хладноће преко танке сонде. Уз помоћ  ултразвучног монитора постављеног на кођу абдомена лекар води води и прати ток аблације.  Величина и облик  материце одређују колико ће дуго ова процедура да траје.
Биполарна тродимензионална мрежа
Поступак, познат и као метода златне мреже, користи тродимензионалну мрежу која је проширена у шупљини материце. Склерозација ендометријума се овде одвија коришћењем електричне топлотне енергије.

## Припрема ендометријума
Доказано је да Nd:YAG-ласер и електрична енергија из електрохируршке петље и кугластих електрода уништавају ткива до дубине од 4-6 мм. Истовремено, чак и уз нормалан менструални циклус, дебљина ендометрија варира од 1 мм у раној фази пролиферације до 10-18 мм у фази секреције. Због тога, да би се добили оптимални резултати за аблацију (ресекција) ендометријума, његова дебљина би требала бити мања од 4 мм. Ради тога, операција се мора изводити у раној фази пролиферације, што није увек погодно за пацијента и доктора.
Неки аутори предлажу да изврше механичку или вакуумску киретажу материце непосредно пре операције, с обзиром на то да је ефикасна алтернатива супресији лека ендометријума. Поступак постаје јефтинији и приступачнији, избјегава бројне нежељене нежељене ефекте хормонске терапије. Поред тога, операција се може извести независно од дана менструалног циклуса и омогућава хистолошки преглед ендометрија непосредно пре аблације.
Међутим, многи хирурзи верују да киретажа даје довољан прореда ендометријума и самим тим, више воле да се припреми ендометријума уз помоћ хормона.  Ово смањује време рада, смањује ризик од значајног преоптерећења васкуларног слоја и повећава успешност резултата.

## Стопа успешности
Време опоравка након аблације ендометријума је између једног дана и две недеље. Ендометријум зараста са ожиљцима, што доводи до аменореје (код око 40% пацијената) или смањења крварења. Ово не утиче на хормонски циклус. Менструални бол се може смањити или, у идеалном случају, потпуно нестати.
Потпуни неуспех методе, одсуство било каквог побољшања симптома је реткост и јавља се у само 5% случајева. Међутим, око 20% лечених жена захтева другу интервенцију или чак хистеректомију. Да би се побољшала стопа успеха, може бити корисна предтретман прогестинима или аналозима ГнРХ. 
Аблација ендометријума није прикладна као облик контрацепције.  Пошто се слузокожа никада не може потпуно уклонити или уништити, у ретким случајевима могуће је из ових остатака формирање карцинома ендометријума . 

## Компликације
Иако су ретке,  могуће компликације аблације ендометријума укључују:
- крварење,
- инфекцију,
- пуцање зида материце или црева,
- преоптерећење  крвотока течношчу.
- опекотине црева које доводе до смрти
- пост аблациони стерилизациони синдром јајовода
- плућни едем или емболија.

## Алтернативе oдлубљивање унутрашњег слоја материцe
Ако аблација ендометријума није метода избора, лекар  може предложити да болесница проба неке од ових метода пре него што урадите аблацију ендометријума:
- Интраутерини систем (ИУС) -  пластични уређај у облику слова Т који се ставља у  материцу и ослобађа хормон, који делује тако  што разређује слузницу  материце и смањује крварење.

- Лекови - као што су комбинована орална контрацептивна пилула или транексамска киселина који могу смањити количину крви која се губи током сваког периода меснтруације.

- Хистеректомија  - ако све друге опције лечења нису прикладне. Али ово би требало да буде коначна опција јер је већа вероватноћа да ће хистеректомија изазвати чешће компликације него  аблација ендометријума.

## Галерија
- Нормални ендометријум
- Уклоњен и склерозиран ендометријум
- Електрични ваљак за коагулацију ендометријума